# José Pierre Vunguidica
José Pierre Vunguidica (3 de janeiro de 1990, Luanda, Angola) é um futebolista angolano, que joga presentemente para o 1. FC Köln.

## Carreira
Vinguidica representou o elenco da Seleção Angolana de Futebol no Campeonato Africano das Nações de 2012.